# Société canadienne des pharmaciens d'hôpitaux
La Société canadienne des pharmaciens d'hôpitaux (SCPH) est une organisation professionnelle qui représente les intérêts des pharmaciens qui pratiquent dans les hôpitaux et les établissements de santé connexes,.